# Kaniška Iva
Kaniška Iva falu Horvátországban Belovár-Bilogora megyében. Közigazgatásilag Gerzencéhez tartozik.

## Fekvése
Belovártól légvonalban 42, közúton 50 km-re délre, községközpontjától 6 km-re délnyugatra, a Monoszlói-hegység keleti lejtőin és a gerzencei tórendszer nyugati partján Malo Vukovje és Ciglenica között fekszik.

## Története
Az Osušak nevű határrészén előkerült régészeti leletek arra engednek következtetni, hogy itt már a török uralom előtt is lakott település volt. A Gradina dűlőnév pedig egykor itt állt erődítményre utal. A térséget a 16. század közepén szállta meg a török. A lakosság legnagyobb része az ország biztonságosabb részeire menekült, másokat rabságba hurcoltak. Ezután ez a vidék mintegy száz évre lakatlanná vált. A török uralom után a területre a 17. századtól folyamatosan telepítették be a keresztény lakosságot. A település első írásos említése 1710-ben a tomašicai plébánia részeként történt. A korabeli egyházlátogatás iratai  szerint már 1729-ben állt Szent György tiszteletére szentelt kápolnája. A vizitáció leírása szerint a kápolna fából épült tetején kis toronnyal, famennyezettel. Az oltáron Szent György képe állt Szent Gergely és Szent Ágoston szobraival. A település 1774-ben az első katonai felmérés térképén a falu „Dorf Kaniska Iva” néven szerepel. A település a Horvát határőrvidék részeként a Kőrösi ezredhez tartozott. A plébániát jogilag 1789-ben alapították, ténylegesen azonban csak 1814-ben jött létre. Kaniška Iva, Mala Bršljanica, Malo Vukovje, Rogoza, Velika Bršljanica és Veliko Vukovje falvak tartoztak hozzá. A hívek 1710 és 1748 között a tomašicai, 1748 és 1814 között pedig a gerzencei plébániához tartoztak. A mai templomot 1745-ben kezdték építeni és 1829-ben készült el teljesen.
Lipszky János 1808-ban Budán kiadott repertóriumában „Kaniskaiva” néven szerepel.  
Nagy Lajos 1829-ben kiadott művében ugyancsak „Kaniska Iva” néven 154 házzal, 879 katolikus és 9 ortodox vallású lakossal találjuk.
A katonai közigazgatás megszüntetése után Magyar Királyságon belül Horvátország része, Belovár-Kőrös vármegye Garesnicai járásának része lett. A településnek 1857-ben 906, 1910-ben 1.174 lakosa volt. Az 1910-es népszámlálás szerint lakosságának 87%-a horvát, 8%-a magyar anyanyelvű volt. 1918-ban az új szerb-horvát-szlovén állam, majd később Jugoszlávia része lett. 1941 és 1945 között a németbarát Független Horvát Államhoz, majd a háború után a szocialista Jugoszláviához tartozott. A háború után a fiatalok elvándorlása miatt lakossága folyamatosan csökkent. 1991-től a független Horvátország része. 1991-ben lakosságából a 96% horvát mellett 1%- magyar nemzetiségű is volt. 2011-ben a településnek 466 lakosa volt.

## Lakossága
| Lakosság változása | Lakosság változása | Lakosság változása | Lakosság változása | Lakosság változása | Lakosság változása | Lakosság változása | Lakosság változása | Lakosság változása | Lakosság változása | Lakosság változása | Lakosság változása | Lakosság változása | Lakosság változása | Lakosság változása | Lakosság változása |
| ------------------ | ------------------ | ------------------ | ------------------ | ------------------ | ------------------ | ------------------ | ------------------ | ------------------ | ------------------ | ------------------ | ------------------ | ------------------ | ------------------ | ------------------ | ------------------ |
| 1857               | 1869               | 1880               | 1890               | 1900               | 1910               | 1921               | 1931               | 1948               | 1953               | 1961               | 1971               | 1981               | 1991               | 2001               | 2011               |
| 906                | 835                | 827                | 1.002              | 1.067              | 1.174              | 1.166              | 1.204              | 1.105              | 1.040              | 912                | 713                | 630                | 519                | 510                | 466                |

## Nevezetességei
- Szent György vértanú és Mária szíve tiszteletére szentelt római katolikus plébániatemploma[6] a falu közepén, a Gerzence-Međurić főúttól balra a plébániaház mögött áll. Körülötte szépen rendezett park található. A keleti tájolású épület egy kisebb magaslaton áll, mögötte fekszik a falu temetője. Egyhajós, barokk épület félköríves szentéllyel, sekrestyével. A lőréses harangtorony a nyugati homlokzat jobb oldalán áll. A nyugati főbejárat mellett a déli oldalon egy mellékbejárat is nyílik a templomba. A templomot 1745-ben kezdték építeni és 1758-ra került tető alá. Harangtornya ekkor még befejezetlen maradt, csak 1829-ben fejezték be. Ekkor nyerte el a templom mai formáját. Öt regiszteres orgonáját 1860-ban vásárolták, a tabernákulumot és a Szent Györgyöt ábrázoló oltárképet Felebar plébános vásárolta 1864-ben. A tabernákulum Stampfer zágrábi műhelyében készült, az oltárképet A. Kraus festette. A Szent Valentinnak és Szent Flóriánnak szentelt mellékoltárokat 1865-ben állították. Jézus szíve és Mária szíve szobrai 1912-ből származnak. 1938-ban a hívek adakozásából állítottak új oltárt a Skapulárés Boldogasszony tiszteletére, majd 1942-ben elkészült a mai főoltár. Az oltáron középen Szent György, két oldalt Szent Fábián és Szent Sebestyén szobrai láthatók. 1962-ben a templom homlokzata, 1966 és 1968 között pedig belső tere újult meg. A megújult templomot Franjo Kuharić zágrábi püspök szentelte fel 1968. szeptember 29-én.
- A templom jobb oldalán álló plébániaépület 1814-ben épült. Az 1880-as teljes megújítás után nyerte el mai formáját. Utoljára 1998 és 2000 között renoválták.

## Egyesületek
- A település önkéntes tűzoltóegyletét (DVD Kaniška Iva) 1927-ben alapították.
- A település sporthorgász egyesületét (ŠRD Som Kaniška Iva) 1997-ben alapították.